# Waldenserkirche (Palmbach)

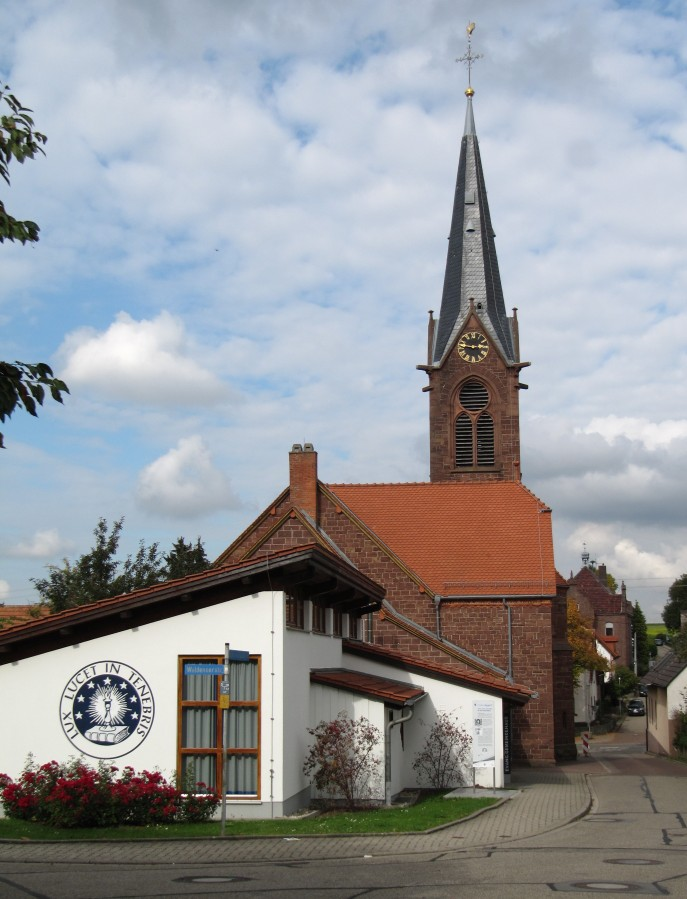
Die Kirche hinter dem Gemeindehaus mit Waldenserwappen

Die Waldenserkirche ist die evangelische Kirche von Palmbach, einem Ortsteil der Stadt Karlsruhe in Baden-Württemberg. In der Kirche sind an vielen Stellen noch Spuren der Geschichte der Waldenser sichtbar.

## Geschichte
Der Waldenserort Palmbach wurde im Jahre 1702 von 28 Waldenser-Familien gegründet. Die Waldenser, aus Walldorf (heute Mörfelden-Walldorf) kommend, wurden im Jahre 1701 in Grünwettersbach, das damals zum Herzogtum Württemberg gehörte, aufgenommen. Die Waldenserkolonie wurde zuerst nach dem Herkunftsort der Siedler, La Balme (heute Roure, Ortsteil Balma) in Savoyen, benannt.
Der Grundstein der ersten Kirche wurde, einer französischen Inschrifttafel im Innern der Kirche zufolge, am 11. Juli 1725 gelegt. Die Einweihung fand bereits am 30. September, des gleichen Jahres statt. Dieser erste Kirchenbau „war ein schlichter Fachwerkbau mit dreiseitigem Chorschluss und hohem Satteldach. Auf dem First steht ein achteckiger Dachreiter mit welscher Haube. Er wurde 1829 durch einen quadratischen Dachreiter mit Pyramidendach ersetzt“.
Die heutige Kirche wurde zusammen mit dem benachbarten Pfarrhaus 1906 von Kirchenbaurat Rudolf Burckhardt aus Karlsruhe als neugotischer Saalbau mit nördlichem Querhausarm und platt geschlossenem Chor sowie einem im Winkel eingestellten Turm in unverputztem rotem Sandstein errichtet, der Innenraum ist mit einer Holztonne gedeckt.
Die Kirche ist heute der Mittelpunkt des Palmbacher Waldenserwegs. 